# Villa Soriano
Villa Soriano, auch bekannt als Santo Domingo de Soriano oder Villa de Soriano, ist eine Stadt im Südwesten Uruguays. 

## Geographie
Sie liegt auf dem Gebiet des Departamento Soriano am linksseitigen Ufer des Río Negro. Wenige Kilometer westlich der Stadt mündet der Río Negro in den Río Uruguay. In knapp 20 km südöstlicher Entfernung befindet sich die Stadt Dolores.

## Geschichte
Die Stadt wurde 1624 unter dem Namen Santo Domingo Soriano gegründet und war damit die erste dauerhafte Siedlung europäischer Einwanderer auf uruguayischem Boden. Von der Gründung des Departamento bis zum 6. Juli 1857 war sie die Hauptstadt desselben.

## Einwohner und Demografische Entwicklung
Die Einwohnerzahl beträgt 1.184 (Stand: 2004).
| Jahr | Einwohnerzahl | Quelle                  |
| ---- | ------------- | ----------------------- |
| 1963 | 1.038         | offizielle Volkszählung |
| 1975 | 1.120         | offizielle Volkszählung |
| 1985 | 1.068         | offizielle Volkszählung |
| 1996 | 1.074         | offizielle Volkszählung |
| 2004 | 1.184         | offizielle Volkszählung |
| 2008 | 1.619         | Schätzung               |

Quelle: Instituto Nacional de Estadística de Uruguay

## Sport
Der am 18. November 2005 aus dem Zusammenschluss der Vereine Cabildo, Hum, Nacional und Obrero Sporting gegründete Fußballverein Villa Soriano F.C. ist der einzige aktive Verein in diesem Bereich in der Stadt. Er spielt derzeit in der Liga Regional de Fútbol de Dolores.

## Söhne und Töchter der Stadt
- Alejandro Garay (* 1960), Fußballtrainer